# آکانامه

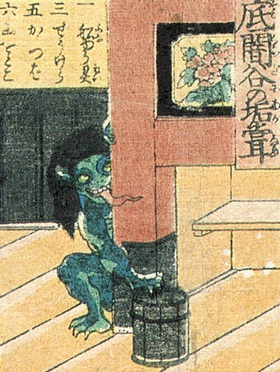
"Sokokuradani no Akaname" (آکانامه از درزی عمیق و تاریک)، فرتوری از یک «بازی تخته‌ای ارواح»، اثر «اوتاگاوا یوشیکازو»

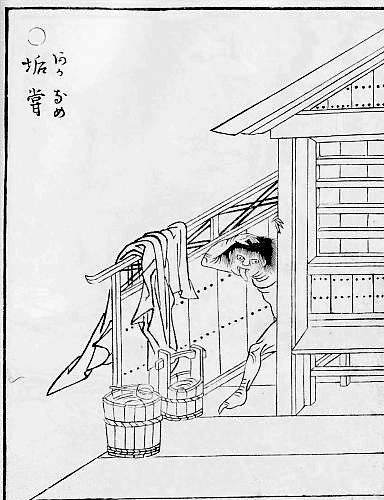
«آکانامه» از "Gazu Hyakki Yagyō" اثر «توری‌یاما سکیئن»

آکانامه (ژاپنی: あかなめ، کانجی: 垢嘗، روماجی: Akaname) یک یوکای ژاپنی است که توسط «توری‌یاما سکیئن» در کتابی که در سال ۱۷۷۶ به نام «گازو هیاکی یاکو» نوشته‌شده، نگاشته شده‌است.
این نام به معنی «چرک‌لیس» بوده، که هدف آنها لیس زدن، کثیفی‌های حمام و وان‌ها است.

## در دیدگاه کلاسیک و تاریخی

### در نگاره‌های کلاسیک «یوکای»
«آکانامه‌ها» به عنوان کوتوله‌هایی با پاهایی پنجه مانند و موه‌های کوتاه شده، که زبان بلندی دراز کرده‌اند، و با زمینه‌ای از حمام‌ها نگاشته شده‌اند. این نگاره‌ها هیچ گونه توضیحی ندارند، بنابراین هرچیزی مربوط به آنها فقط می‌توان برداشتی از نگاشته‌ها باشد، اما در کتابی از سبک کایدان در دوره ادو با نام "Kokon Hyakumonogatari Hyōban"، نوشته‌هایی در مورد یوکایی به نام"Akaneburi", (Neburi به معنی «لیسیدن») موجود است و برداشتی دارد که «آکانامه» نمایه و گونه ای از این «آکانبوری‌ها» است.

### به‌گفته "Kokon Hyakumonogatari Hyōban"
موجود «آکانبوری»، "Akaneburi" هیولایی است که در حمام‌های قدیمی زندگی می‌کند و روایت شده در مخروبه‌ها کمین می‌کند. در آن زمان اعتقاد بر این بود که ماهی‌ها از آب و شپش‌ها از خاک به وجود می‌آیند و با دیدن اینکه چگونه ماهی‌ها از آب بهره می‌برد و شپش‌ها خاک را می‌خورند، تصور می‌شد که هرچیز از موادی که آن را تولید کرده می‌خورد، «آکانبوری‌ها» همان‌هایی هستند که از مکان‌هایی که گرد و غبار و آلودگی در هوای آنها جمع شده، به‌وجود آمده‌اند، بنابراین با خوردن کثیفی‌ها زندگی می‌کنند.

## دوران شووا، هیسه‌ای و پس از آن

### درادبیات«یوکای»
در دوران «شووا» و «هیسه ای» و پس از آن, «آکانامه» و «آکانبوری» همچون روایت‌های بالا بیان شده‌اند. روایت‌ها می‌گویند که «آکانامه» یک «یوکای» است که در حمام‌های قدیمی و سازه‌های فرسوده زندگی می‌کند. که در هنگام شب، زمانی که مردم می‌خوابند، دزدکی به خانه‌هایشان سرک می‌کشد. و با زبان دراز خود به لیسیدن چرک‌ها و آلودگی‌های چسبیده به حمام و وان‌ها مشغول می‌شوند.
این‌کار را برای چیزی غیر از کثافت‌ها انجام نمی‌دهند، اما این درحالی است که «یوکای‌ها» معمولاً خرابکار محسوب می‌شوند.

### پیامدها و تفاسیر
گفته شده که از آن پس مردم سخت می‌کوشند تا اطمینان داشته‌باشند، دستشویی‌ها و وان حمام‌هایشان تمیز شسته‌شده تا «آکانامه» ظاهر نشود. بی‌شک کسی تا کنون نبوده که ببیند «آکانامه» چه‌شکلی است، اما نام "Aka" رنگ قرمز را به یاد می‌آورد، ("Aka" به‌ژاپنی) که گفته می‌شود چهره‌ای سرخ رنگ دارد. یا سر تا پایش قرمز است. همچنین، "Aka" (در معنی «چرک») اشاره ای به ایده «ناپاکی‌ها» مانند «فساد»، «گناهان» یا «امیال‌دنیوی» و چیزهای دیگر دارد، که چندان لزومی به بحث نیست، و این معانی منجر به مطرح شدن تئوری شده‌است که این شخصیت تنها یک داستان آموزنده و پیشنهاد ساده برای پاک نگه‌داشتن حمام‌ها نیست، بلکه برای دورنگه‌داشتن ناخالصی‌ها از کمین ذات بشری است.

## در فرهنگ‌عامه
شخصیت "Lickitung" از سری محبوب «پوکمون» تا حدودی بر اساس شخصیت «آکانامه» نگاشته‌شده.
آکانامه در رسانه‌های مختلف، از جمله در مجموعه‌های انیمه‌ای و بازی‌های ویدیویی "Yo-kai Watch" نمایش داده‌شده.
شرکت «لوش»، اخیراً یک نوارکف‌ساز به‌نام و الگوبرداری از این موجود منتشر کرده‌است.

## بن مایه
1. ↑  Toriyama, Sekien (July 2005). Toriyama Sekien Gazu Hyakki Yagyō Zen Gashū (به ژاپنی). Tokyo: Kadokawa Shoten Publishing Co. , Ltd. pp. 10–65. ISBN 978-4-04-405101-3.
2. ↑  Reider, Noriko (2010). "Japanese Demon Lore". All Usu Press Publications. U.S.A: Utah State University.
3. ↑  Reider, Noriko (2010-01-01). "Japanese Demon Lore". All USU Press Publications.
4. ↑  (村上 2000)
5. ↑  山岡元隣 (1989) [1686]. "古今百物語評判".  In 高田衛編・校中 (ed.). 江戸怪談集. 岩波文庫. Vol. 下. 岩波書店. pp. 344–345. ISBN 978-4-00-302573-4.
6. 1 2  (中村他 1999)
7. ↑  Yoka, Hiroko (2008). Yokai Attack! The Japanese Monster Survival Guide. Tokyo: Kodansha International Ltd. pp. 82–85. ISBN 978-4-77-003070-2.
8. 1 2 3  (岩井 1986)
9. 1 2  (多田 1990)
10. ↑  水木しげる (2004). 妖鬼化. Vol. 2. Softgarage. p. 6. ISBN 978-4-86133-005-6.
11. ↑  宮本幸江・熊谷あづさ (2007). 日本の妖怪の謎と不思議. 学習研究社. p. 25. ISBN 978-4-056-04760-8.
12. ↑  Yarwood, Jack (27 April 2016). "8 Videogame Characters Based On Japanese Folklore". Paste. Retrieved 7 August 2019.
13. ↑  "Akaname | Bubble Bar | Lush Cosmetics". www.lushusa.com. Archived from the original on 2020-08-05.
14. ↑  "Review: Lush Akaname Bubble Bar". 12 April 2020.

## بیشتر بخوانید..
- 岩井宏實 (2000) [1986]. 暮しの中の妖怪たち. 河出文庫. 河出書房新社. ISBN 978-4-309-47396-3.
- 少年社・中村友紀夫・武田えり子編 (1999). 妖怪の本 異界の闇に蠢く百鬼夜行の伝説. New sight mook. 学習研究社. ISBN 978-4-05-602048-9.
- 多田克己 (1990). 幻想世界の住人たち. Truth In Fantasy. Vol. IV. 新紀元社. ISBN 978-4-915146-44-2.
- 村上健司編著 (2000). 妖怪事典. 毎日新聞社. ISBN 978-4-620-31428-0.
- Gould, Robert Jay (2003). Japan Culture Research Project.
- Stevens, Ben (2009). A Gaijin's Guide to Japan: an Alternative Look at Japanese Life, History and Culture. HarperCollins UK.